# Phaidon Press
Phaidon Press ó simplement Phaidon és una editorial britànica, una de les capdavanteres mundials en la publicació de llibres d'arts visuals, arquitectura, art, fotografia i disseny. Es va fundar a Viena el 1923 amb l'objectiu fonamental de fer llibres d'alta qualitat a preus assequibles
Els seus competidors són grans editorials com Taschen, Rizzoli o Thames & Hudson. Els seus primers títols no eren llibres d'art de gran format sinó llibres sobre literatura, art i història.

## Història

### 1923-1936
Phaidon-Verlag va ser fundada l'any 1923 a Viena, Àustria, per Ludwig Goldscheider, Béla Horovitz i Frederick "Fritz" Ungar. Originalment operant sota el nom d'"Euphorion-Verlag", els fundadors es van establir a Phaidon (la forma alemanya de Fedó), que porta el nom de Fedó d'Elis, un alumne de Sòcrates, per reflectir el seu amor per l'antiguitat i la cultura clàssiques. El logotip distintiu de l'empresa deriva de la lletra grega phi, que representa la proporció àuria, emprada per artistes, arquitectes i dissenyadors des del segle iv aC. Originalment, la llista de fons de l'editor era principalment de naturalesa literària. Les seves dues primeres publicacions consistien en una edició impresa fina de quatre volums de les obres de Shakespeare i una edició en dos volums de Plató. Horvitz es va fer càrrec de la propietat exclusiva el 1924. De 1923 a 1925 va publicar en gran part clàssics, com les obres de William Wordsworth, Jonathan Swift, Ovidi, Novalis, Friedrich Schiller, Johann Wolfgang von Goethe, Theodor Storm o Heinrich von Kleist. En els anys següents, el programa s'amplià per incloure obres d'autors més contemporanis com Thomas Mann, Hanne Back i traduccions de Samuel Butler, fins que finalment, a partir de 1927/1928, el programa es va orientar en gran manera cap a l'edició només de literatura contemporània. Les obres de l'escriptor alemany Alfred Henschke (Klabund) es van imprimir en gran quantitat, com també ho van ser obres d'Arnold Zweig, Hugo Salus, Hugo von Hofmannsthal, Knut Hamsun, Heinz Liepmann i Richard Specht. Des de les seves oficines a Schulerstraße 10, Phaidon també es va fer coneguda a tot Europa pels seus llibres assequibles i d'alta qualitat sobre art i arquitectura. Els primers llibres d'art en gran format, es van publicar per primera vegada el 1937, amb làmines de Van Gogh, Botticelli i impressionistes francesos. L'annexió nazi d'Àustria va forçar que la companyia es traslladés des de Viena a la Gran Bretanya.

### 1937--
Per evitar els efectes de la imminent annexió nazi d'Àustria, Goldscheider i Horovitz van vendre l'empresa a l'editor britànic George Allen & Unwin el 1938. Phaidon-Verlag va ser eliminada del registre comercial austríac el 31 de maig de 1939. Ambdós homes van emigrar posteriorment a Londres, on van restablir l'empremta com a Phaidon Press com una de les principals editorials britàniques de llibres d'art. El 1955, durant una estada a Nova York, Horovitz va patir un atac de cor sobtat i va morir als 56 anys,. A partir de llavors el seu gendre, Harvey Miller, va assumir el lideratge a Phaidon. Una dècada més tard, el 1967, Phaidon va ser adquirida per Frederick A. Praeger Inc, una filial de l'Encyclopædia Britannica. Goldscheider va romandre director de la Phaidon Press fins a la seva pròpia mort a Londres el 1973.
De 1974 a 1981, Phaidon va ser propietat d'Elsevier, quan es va vendre en una adquisició de gestió amb el nom de Musterlin. Va ser adquirit per l'empresari Richard Schlagman el 1990 i la seva seu va tornar a Londres el maig de 1991. Aleshores Schlagman va contractar el reconegut dissenyador Alan Fletcher el 1993 per ser el líder creatiu. El 1998, Fletcher va incorporar a la dissenyadora alemanya Julia Hasting, que va començar a centrar-se en el disseny conceptual de llibres, posant èmfasi en el llibre d'art com a objecte. Aquest plantejament es va traduir als llibres d'arquitectura i fotografia, així com al programa de cuina.
L'octubre de 2012, Phaidon va passar a ser titular quan el multimilionari nord-americà Leon Black, conseller delegat d'Apollo Global Management, i "un conegut col·leccionista d'art", la va adquirir a Schlagman per un preu no revelat. En aquell moment, produïa uns 60 títols per any i tenia un catàleg de 1.900 títols. L'agost de 2014, Phaidon va adquirir el negoci de venda d'art en línia Artspace. El gener de 2020, va adquirir l'editorial The Monacelli Press del seu fundador.
Phaidon va declarar una pèrdua operativa d'1,3 milions de lliures esterlines el 2020, a causa dels efectes de la pandèmia de coronavirus, amb una facturació total de l'any de 25,7 milions de lliures esterlines (gairebé un 5% menys que els 27 milions de lliures de l'any anterior). L'editor va informar que l'impacte financer de la pandèmia i els tancaments de comerços s'havia mitigat per "un fort creixement del [seu] canal en línia i una reducció dels costos operatius".